# Мелен, Эрнест де
Эрнест Моро де Мелен (фр. Ernest Moreau de Melen; 20 февраля 1879, Эрв, Валлония — 17 января 1968) — бельгийский футболист, бронзовый призёр летних Олимпийских игр 1900.
На Играх 1900 в Париже Мелен входил в состав бельгийской команды. Его сборная, проиграв в единственном матче Франции, заняла третье место и получила бронзовые медали.